# Joan-Carles Mèlich Sangrà
Joan-Carles Mèlich Sangrà   (Barcelona, 1 de desembre de 1961) és un filòsof català i professor de Filosofia de l'Educació a la Universitat Autònoma de Barcelona. És autor de diverses obres de filosofia, ètica i pedagogia de caràcter assagístic.

## Biografia
El 1984 inicià la seva tesi doctoral dirigida per Octavi Fullat sobre el concepte de «situacions-límit» en Karl Jaspers i les seves implicacions en filosofia de l'educació. L'any 1988 obtingué el doctorat. El 1991 fou nomenat professor titular de l'àrea de Teoria i Història de l'Educació a la Facultat de Ciències de l'Educació de la Universitat Autònoma de Barcelona. Des de 1995 combinà les seves classes i articles en revistes especialitzades amb l'elaboració d'una obra assagística a voltant de la noció de «finitud», a la qual incorpora referències filosòfiques, literàries i cinematogràfiques. A principis de l'any 2000 inicià la seva col·laboració amb Lluís Duch. Junts escrigueren Escenaris de la corporeïtat i Ambigüitats de l'amor (Publicacions de l'Abadia de Montserrat i Trotta, en castellà).

## Pensament
La seva obra es caracteritza per la configuració d'una filosofia antropològica de la finitud, en les diverses formes en què aquesta es presenta. S'ha ocupat d'estudiar les situacions-límit, l'expressió simbòlica, mítica i ritual, el sofriment i la memòria (aquesta darrera a partir dels relats dels supervivents dels camps de concentració nazis), el cos i el desig, així com la qüestió de la contingència, la fragilitat i la vulnerabilitat. El seu pensament filosòfic gira sobretot al voltant de la qüestió ètica. Mèlich la defineix com una «relació d'alteritat en què la presència de l'altre trenca l'ordre establert, sigui moral, legal o polític, així com els projectes i les expectatives del jo». Apareix aquí la seva ètica de la compassió, una ètica que trenca sobretot amb els plantejaments kantians i neokantians (com per exemple els de les ètiques dialògiques), i situant-se propera a autors com Emmanuel Levinas i Jacques Derrida, entre d'altres.
L'educació és un dels temes fonamentals de l'obra filosòfica de Mèlich. Segons ell, la relació educativa és dual, de dos, ni pública ni privada, sinó íntima, cara a cara, asimètrica. L'educació és, doncs, un esdeveniment ètic. En la relació educativa la memòria i el testimoni ocupen un lloc primordial. Mentre que la pedagogia moderna i contemporània ha desprestigiat la memòria, Mèlich la reivindica com la facultat primordial que tenim els éssers humans per instal·lar-nos en el món. La memòria no és el simple record del passat, sinó la tensió entre el record i l'oblit, és l'impuls que els llança a l'esdevenidor, a un futur que mai no serà del tot bo ni del tot just, perquè mai no es viu en el millor dels mons possibles.
D'altra banda, Mèlich distingirà en el seu llibre Ética de la compassió, entre el testimoni i l'exemple. En l'estela del Tractatus logico-philosophicus de Ludwig Wittgenstein distingeix entre el «dir» i el «mostrar». El testimoni, figura clau de tota relació educativa, no diu res ni és exemple de res. El testimoni mostra, transmet una experiència, però no perquè sigui imitada sinó perquè l'altre la reelabori. Perquè som finits, perquè som éssers «des» d'una situació, un context i una història, necessitem punts de referència, sempre fràgils i revisables, que ens serveixin de suport en els moments crítics de l'existència. El testimoni compleix aquesta funció. Per desenvolupar aquesta tesi Mèlih estudia sobretot els relats dels supervivents dels camps de concentració i d'extermini nazis: Primo Levi, Elie Wiesel i Jorge Semprún, entre d'altres.

## Obra publicada
- Vers una pedagogia de la mort: el problema de la finitud en el pensament de Martin Heidegger i les seves implicacions en l'àrea de la filosofia de l'educació (Tesi de llicenciatura, 1984).
- Los sistemas morales: textos y ejercicios. (En col·laboració amb Octavi Fullat, 1984).
- Pedagogia de la finitud: vers una filosofia de l'educació existencial (1987).
- Situaciones límite y educación: estudio sobre el problema de las finalidades educativas. (Tesi doctoral, 1989).
- El Atardecer del bien: una pedagogía freudoexistencialista. (En col·laboració amb Octavi Fullat, 1989).
- Fenomenología y existencialismo (1989).
- Después de la modernidad: nuevas filosofías de la educación (en col·laboració amb Antoni J. Colom, 1994).
- Del extraño al cómplice: la educación en la vida cotidiana (1994).
- Antropología simbólica y acción educativa (1996).
- Totalitarismo y fecundidad. La filosofía frente a Auschwitz (1998).
- La educación como acontecimiento ético (en col·laboració amb Fernando Bárcena, 2000).
- La ausencia del testimonio. Ética y pedagogía en los relatos del Holocausto (2001).
- La lliçó d'Auschwitz (2001); Publicacions de l'Abadia de Montserrat.
- Filosofía de la finitud (2002), Herder Editorial, ISBN 9788425428647
- Antropologia de la vida quotidiana (en col·laboració amb Lluís Duch) Publicacions de l'Abadia de Montserrat.
  - 2/1 Escenaris de la corporeïtat (2003)
  - 2/2 Ambigüitats de l'amor (2004)
- Transformaciones. Tres ensayos de filosofía de la educación (2006), Miño y Dávila Editores, ISBN 978-8496571143
- El otro de sí mismo: por una ética desde el cuerpo (2010).
- Ética de la compasión (2010); Herder Editorial, ISBN 9788425426599
- Emparaular el món: el pensament antropològic de Lluís Duch (2011). (en col·laboració amb Ignasi Moreta i Amador Vega). Fragmenta Editorial, ISBN 9788492416462
- Lógica de la crueldad (2014); Herder Editorial, ISBN 978-84-254-3256-9
- La lectura com a pregària. Fragments filosòfics I (2015), Fragmenta Editorial, ISBN 978-84-15518-05-1[8]
- La prosa de la vida. Fragments filosòfics II (2016), Fragmenta Editorial, ISBN 978-84-15518-54-9[9]
- L'experiència de la pèrdua. Assaig de filosofia literària I (2017), Arcàdia Editorial, ISBN 978-84-947174-1-3
- La condició vulnerable: assaig de filosofia literària II (2018), Arcàdia Editorial, ISBN 9788494820526
- Contra els absoluts: converses amb Ignasi Moreta (2018), Fragmenta Editorial, ISBN 978-84-15518-89-1
- La religió de l'ateu (2019), Fragmenta Editorial, ISBN 978-84-17796-03-7
- La sabiduría de lo incierto. Lectura y condición humana (2019), Tusquets Editores, ISBN 978-8490667446
- La fragilidad del mundo: Ensayo sobre un tiempo precario (2021), Tusquets, ISBN 978-8490669280[10] Premio Nacional de Ensayo 2022.
- El escenario de la existencia. Ensayo sobre el drama humano (2025); Tusquets Editores, ISBN 978-84-1107-591-6